# Mascon

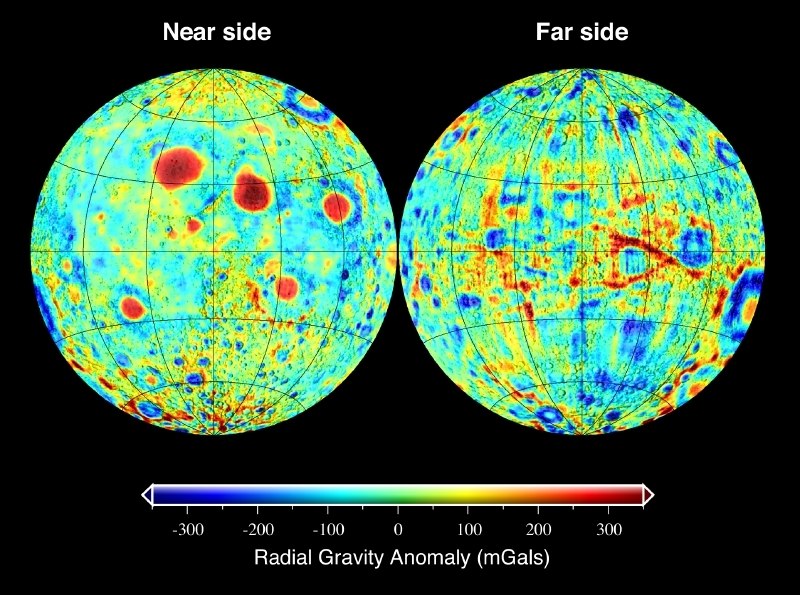
Een scan van de zwaartekracht op de verschillende plaatsen op de maan.

Een mascon (massaconcentratie) is een gebied op de maan waar de zwaartekracht iets groter is dan in het omliggende gebied. Dit gebied valt gewoonlijk samen met een ongeveer cirkelvormige mare, zodat men aan een gemeenschappelijke oorzaak van beide fenomenen denkt, zoals de inslag van een planetoïde. Een mascon strekt zich tot honderden kilometers diepte uit.